# Congress
|  | Per a altres significats, vegeu «Congress (Ohio)». |

Congress és una concentració de població designada pel cens dels Estats Units a l'estat d'Arizona. Segons el cens del 2000 tenia 1.717 habitants.

## Demografia
Segons el cens del 2000, Congress tenia 1.717 habitants, 821 habitatges, i 579 famílies La densitat de població era de 17,6 habitants/km².
Dels 821 habitatges en un 12,7% hi vivien nens de menys de 18 anys, en un 63,5% hi vivien parelles casades, en un 4% dones solteres, i en un 29,4% no eren unitats familiars. En el 24,5% dels habitatges hi vivien persones soles el 13,9% de les quals corresponia a persones de 65 anys o més que vivien soles. El nombre mitjà de persones vivint en cada habitatge era de 2,09 i el nombre mitjà de persones que vivien en cada família era de 2,43.
Per edats la població es repartia de la següent manera: un 13,3% tenia menys de 18 anys, un 3,6% entre 18 i 24, un 13,3% entre 25 i 44, un 32,1% de 45 a 60 i un 37,6% 65 anys o més.
L'edat mediana era de 60 anys. Per cada 100 dones de 18 o més anys hi havia 96,6 homes.
La renda mediana per habitatge era de 27.868 $ i la renda mediana per família de 32.250 $. Els homes tenien una renda mediana de 25.588 $ mentre que les dones 19.000 $. La renda per capita de la població era de 15.926 $. Aproximadament el 10% de les famílies i el 12,4% de la població estaven per davall del llindar de pobresa.

## Poblacions properes
El següent diagrama mostra les poblacions més properes.